# JFace
JFace — набір Java-класів, що полегшує розробку GUI.
В архітектурі Eclipse разташовується безпосередньо над шаром SWT.
JFace реалізує концепцію Model-View-Controller для компонентів SWT:
- Viewers — класи, що забезпечують вирішення задач заповнення, сортування, фільтрування, та оновлення віджетів.
- Actions — класи, що дають можливість встановити певну поведінку для компонентів, наприклад, меню, кнопки, елементи панелі інструментів і т. д.
- Реєстри для зображень та шрифтів.
- Діалоги та майстри(Dialogues & Wizards)